# Republika Zjednoczonych Prowincji
Republika Zjednoczonych Prowincji lub Zjednoczone Prowincje (oficjalnie: Republika Siedmiu Zjednoczonych Prowincji Niderlandzkich, niderl. De Republiek der Zeven Verenigde Nederlanden) – republika założona przez 7 protestanckich prowincji północnych Niderlandów (Holandia, Zelandia, Utrecht, Groningen, Geldria, Overijssel, Fryzja), które po zawarciu unii utrechckiej zdetronizowały w 1581 króla Hiszpanii Filipa II.
Nowe państwo (republika została oficjalnie proklamowana w 1588 roku) przybrało charakter protestancki (kalwiński). Po zamordowaniu Wilhelma Orańskiego (1584) tytuł namiestnika oraz naczelne dowództwo otrzymał jego syn Maurycy z Nassau, który kontynuował wojnę z Hiszpanią.
Pod rządami Maurycego nowopowstałe państwo rozpoczęło strategiczną budowę swojego kolonialnego imperium na szeroką skalę (w głównej mierze opartego na kontroli światowej wymiany handlowej poprzez tzw. handelsposten; w przeciwieństwie do innych imperiów które zasiedlały kolonie swoją ludnością, np. imperium brytyjskie).
W 1609 r. nastał dwunastoletni rozejm, po którym rozpoczęła się kolejna wojna. W pokoju westfalskim 1648 Hiszpania uznała niepodległość Zjednoczonych Prowincji.
Od końca XVI wieku Prowincje przeżywały rozkwit – do miast holenderskich przeniósł się handel zamorski, powstały nowe kompanie handlowe, między innymi takie jak: Holenderska Kompania Wschodnioindyjska, Holenderska Kompania Zachodnioindyjska. Republika Zjednoczonych Prowincji wzięła udział, wraz z takimi potęgami ówczesnej Europy, jak Anglia czy Francja, w kolonizacji Ameryki Północnej. Holandia wydała także sławy nauki i sztuki, np. Rembrandta, Grotiusa, Huygensa.
Obszar północnych protestanckich Niderlandów stanowi obecnie terytorium Królestwa Niderlandów. Głową państwa jest król z dynastii orańskiej (Oranje-Nassau), potomek Wilhelma Orańskiego.
Kres Republiki poprzedził w Holandii wybuch wojny domowej (1785–1787) pomiędzy frakcją „patriotów” a oranżystami. Interweniowały wówczas Prusy, które przywróciły Orańczykom władzę w ramach dziedzicznego stanowiska stadhoudera. Republika Zjednoczonych Prowincji ostatecznie upadła, kiedy Niderlandy zostały zajęte przez rewolucyjne wojska francuskie podczas walk z I koalicją antyfrancuską. Wówczas, 19 stycznia 1795 roku, dzień po opuszczeniu kraju przez namiestnika Wilhelma V Orańskiego, została proklamowana Republika Batawska. Po kongresie wiedeńskim ród Oranje-Nassau został przywrócony do władzy, ale jako dziedziczni monarchowie całych Niderlandów (obejmujących wówczas także obszar dzisiejszej Belgii i Luksemburga).

## Struktura państwa
Holandia była konfederacją siedmiu prowincji (Holandia, Zelandia, Utrecht, Geldria, Overijssel, Fryzja oraz Groningen) posiadających swoje Stany Prowincjonalne oraz nieposiadająca prawa głosu w Stanach Generalnych prowincja Drenthe. W skład kraju wchodziły także uzyskane w pokoju westfalskim Prowincje Generalne: Brabancja, Flandria Północna, Limburg oraz przyłączona na podstawie pokoju utrechckiego Geldria Północna.

### Stany Generalne
Stany Generalne, rezydujące w Hadze, były urzędem centralnym Republiki. W jej skład wchodzili delegaci wytypowani przez Stany Prowincjonalne. Każda delegacja miała zawsze jeden głos, z wyjątkiem przedstawiciela Drenthe, który choć mógł wyrazić swoje zdanie, nie miał jednak prawa udziału w głosowaniach. Choć formalnie w Stanach Generalnych obowiązywała zasada jednomyślności i aklamacji, ale z czasem wykształciła się praktyka, że w przypadku braku jednomyślności decydowało, jak zagłosowała Holandia, co rodziło konflikty polityczne wewnątrz kraju. Obok Stanów Generalnych istniała również Rada Stanu (nid. Raad van Staate), pełniąca nominalną funkcję organu wykonawczego, w praktyce była jednak pozbawiona znaczenia. Stany Generalne zarządzały Prowincjami Generalnymi albo Ziemiami Generalności (nid. Generaliteitslanden).

### Stadhouderowie
Stadhouder był namiestnikiem jednej prowincji, choć zazwyczaj ta sama osoba sprawowała tę funkcję w kilku prowincjach jednocześnie. Był także wodzem naczelnym sił zbrojnych, co dawało mu poważne środki nacisku na inne organa. Nominalnie był on urzędnikiem zarówno Stanów Prowincjonalnych, jak i Stanów Generalnych, co dawało mu do rąk szerokie spektrum możliwości. Taki stan rzeczy miał uzasadnienie przede wszystkim w czasie wojen, podczas których uprawnienia stadhoudera znacząco rosły, aby usprawnić działanie kraju. Stadhouder również pilnował prawidłowości wyborów do rad miejskich i „usuwał nieprawidłowości”, co dawało mu spore pole manewru – w 1618 roku z prawa tego korzystał dość hojnie Maurycy Orański usuwając swoich przeciwników politycznych.
W okresie trwania Republiki był dwa okresy bez stadhoudera: Pierwszy (Eerste Stadhouderloze Tijdperk): 1650–72 i drugi: (Tweede Stadhouderloze Tijdperk): 1702-47. Jest to jednak pewne uproszczenie, gdyż są to lata, w których nie miała stadhouderów najpotężniejsza Holandia i większość prowincji. Jednak przez cały ten czas urząd stadhoudera miała prowincja Fryzji.
Urząd stadhoudera był tradycyjnie przyznawany przedstawicielowi rodu Oranje-Nassau i początkowo nie był dziedziczny. W latach 1580–1584 jedynym stadhouderem dla wszystkich zbuntowanych prowincji był Wilhelm Orański. Po jego śmierci wybrano trzech, ale od 1620 roku ukształtowała się zasada dwóch stadhouderów: męscy potomkowie Wilhelma Orańskiego byli wybierani w Holandii, Zelandii, Utrechcie, Geldrii, Overijssel, Drenthe i Groningen aż do śmierci Wilhelma III Orańskiego; we Fryzji na stadhouderów wybierano potomków Ernesta Kazimierza I Nassau-Dietz (1573-1632). W 1747 roku, po przywróceniu go w Holandii i innych prowincjach uchwalono, że funkcja ta będzie dziedziczna w linii męskiej i żeńskiej potomków Wilhelma IV pod warunkiem wyznawania przez każdego stadhoudera kalwinizmu. Odtąd był jeden stadhouder nazywany stadhouderem generalnym.

### Stany Prowincjonalne
Stany Prowincjonalne były lokalnymi parlamentami, które podejmowały decyzje na szczeblu prowincji. Ich struktura różniła się od prowincji do prowincji. I tak w stanach Holandii zasiadał wybrany przez szlachtę przedstawiciel (Ridderschap) oraz osiemnastu miast – wszyscy mieli jeden głos, choć głos Amsterdamu przeważał. W Utrechcie zasiadali przedstawiciele miast, szlachty i kleru, ale po sekularyzacji majątku kościoła katolickiego w 1580 roku jego głos obsadzała szlachta. W Overijssel zasiadali przedstawiciele trzech miast: Deventer, Zwolle i Kampen oraz 60 przedstawicieli szlachty z tym, że głos każdego z miast liczył się jak głos dwudziestu szlachciców. Stany prowincjonalne Geldrii, Groningen i Fryzji składały się z delegatów z mniejszych lokalnych zgromadzeń szlachty, miast i chłopów.

### Miasta i rady miejskie
Każde miasto w kraju posiadało własną radę miejską, w której zasiadali najbogatsi i najbardziej znani mieszkańcy miast tzw. regenten (dosłownie: rządzący). W Holandii i Zelandii byli to przeważnie kupcy i rentierzy. Rada miejskiej najważniejszych miast wysyłały deputację do Stanów Prowincjonalnych.
Co do zasady po 1583 roku funkcję radców miejskich, delegatów do Stanów Prowincjonalnych i Generalnych mogli sprawować wyłącznie członkowie Holenderskiego Kościoła Reformowanego. Przepis ten potwierdzono w 1651 roku, ale jeszcze do końca wieku na szczeblu Stanów Prowincjalnych i Generalnych zdarzały się wyjątki. W Rotterdamie sporymi wpływami cieszyli się remonstranci, którzy stanowili 1/3 rajców miejskich aż do połowy XIX wieku.
Ustrój Republiki charakteryzował się dalece posuniętą decentralizacją, bliską systemowi oligarchii. Władza skupiała się w rękach warstwy regentów, wywodzących się zarówno z arystokracji, jak i kupców lub bogatego mieszczaństwa. W systemie tym, kształtującym się głównie w drugiej połowie XVII wieku, szybko upowszechnił się nepotyzm, który był jednak akceptowany społecznie i uważany za całkowicie naturalny. Warstwa rządząca została zdominowana przez rodziny, w których urzędy przechodziły z ojca na syna, co utrudniało przedstawicielom innych stanów wybicie się w polityce.
Rozdział urzędów powodował ospałość w podejmowaniu decyzji i częste rozłamy polityczne wewnątrz kraju. Nierzadko zdarzało się, iż deputowani w Stanach Generalnych musieli zwracać się po instrukcje do Stanów Prowincjonalnych, które z kolei radziły się rad miejskich, co powodowało ogromne rozciągnięcie w czasie procesów administracyjnych. Chaos zwiększała również zasada aklamacji, która często stawała się uciążliwa w przypadku ścierania się rozbieżnych interesów poszczególnych prowincji. W sytuacji takiej impas trwał tak długo, aż jakaś silna jednostka lub ugrupowanie narzucało decyzję siłą autorytetu, nierzadko połączonego z perswazją. W związku z tym w naturalny sposób zwiększyło się znaczenie urzędu stadhoudera oraz wielkich pensjonariuszy, o niesprecyzowanych uprawnieniach formalnych, służące w praktyce przełamywaniu kryzysów politycznych.
Pomiędzy ustrojem dominujących gospodarczo i politycznie prowincji nadmorskich a ustrojem pozostałych panowały pewne rozbieżności. Przykładowo, jedynie Holandia i Zelandia posiadały urząd wielkiego pensjonariusza. Z kolei w Geldrii, z racji rozwiniętego rolnictwa, dominującą rolę miał nie patrycjat miejski, a szlachta. Szlachta miała także spore wpływy w lokalnych stanach prowincjonalnych we Fryzji i Groningen. Te dwie ostatnie prowincje miały także reprezentacje chłopów w stanach prowincjonalnych.

## Struktura społeczna
W Republice Siedmiu Zjednoczonych Prowincji dominującą rolę miało mieszczaństwo. Wysokie zaludnienie niewielkiego terytorialnie kraju sprawiało, iż miasta szybko stały się centralnymi punktami w każdej prowincji. Idący za tym proces rozwoju rzemiosła i handlu spowodował urośnięcie w siłę stanu mieszczańskiego na skalę niespotykaną w innych krajach europejskich. Proces ten ma swoje podłoże jeszcze w czasach średniowiecza i renesansu. Dalszy rozwój miast nastąpił w czasie wojny osiemdziesięcioletniej, podczas masowych migracji protestantów z katolickiego południa do dużych miast nadmorskich: Amsterdamu i Rotterdamu. Taka sytuacja zaowocowała głębokim rozwarstwieniem zazwyczaj jednolitej klasy społecznej.
W prowincjach nadmorskich (Holandia i Zelandia) mieszczaństwo podzieliło się na bogaty patrycjat, kupców, oraz ubogich rzemieślników i faktorów. Z patrycjuszy wyłoniła się szybko warstwa regentów, czyli kręgi rządzące krajem. W ich skład wchodzili głównie rentierzy i bankierzy, a początkowo również bogaci kupcy zamorscy, którzy stopniowo osiadali na stałe w kraju, lokując kapitały na giełdach. Grupa ta zdominowała Stany Prowincjonalne oraz rady miejskie, szybko stając się hermetyczną kliką, do której wstęp był możliwy jedynie poprzez korzystny mariaż z którąś z rodzin rządzących. Jako przykłady familii patrycjuszy można podać rodziny de Witt, van Citters, Tromp czy de Graeff. Regentom nie udało się zdominować stanowisk w koloniach, w których nadal dominującą rolę odgrywali kupcy.
Po wyodrębnieniu się (głównie w drugiej połowie XVII wieku) warstwy regentów silnie straciło na znaczeniu kupiectwo. Nowe pokolenie kupców stworzyło drugą warstwę mieszczaństwa – umiarkowanie zamożnych handlarzy, faktorów, armatorów i kapitanów statków handlowych, którzy zyski czerpali głównie z handlu bałtyckiego i dalekowschodniego. Stan ten miał pewien umiarkowany wpływ na politykę państwa, bowiem w ogromnej mierze napędzał gospodarkę kraju, zwłaszcza prowincji nadmorskich.
Trzecią, najliczniejszą warstwą mieszczaństwa holenderskiego, zazwyczaj równaną z chłopstwem, byli drobni rzemieślnicy i właściciele małych manufaktur i sklepików, którzy z biegiem czasu zostali zupełnie odsunięci od władzy. Z czasem większość drobnych mieszczan przeniosło się w rejony śródlądowe, gdzie zdołali odzyskać pewien wpływ na Stany Prowincjonalne. Chłopstwo było traktowane wyjątkowo pogardliwie, z racji faktu, że rolnictwo stanowiło w Republice niszową część gospodarki, zdominowanej przez handel i rzemiosło. Nieco większe znaczenie chłopi mieli w Geldrii, Overijsel oraz Fryzji, gdzie zajmowali się również hodowlą bydła i owiec – tam jednak całkowitą kontrolę nad nimi sprawowało ziemiaństwo, które, podobnie jak w innych krajach, bazowało na feudalnym wyzysku chłopów. Całą tę klasę społeczną nazywano „małymi ludźmi” (nid. kleine man).
Szlachta miejska, wywodząca się w lwiej części ze starej arystokracji z czasów rządów hiszpańskich, wraz z utratą znaczenia zasymilowała się wśród patrycjatu miejskiego. Ich potomkowie byli jednak zawsze traktowani z wrodzoną Holendrom nieufnością względem osób szlachetnie urodzonych, czego doświadczył również książęcy dom Orański. Szlachta ziemiańska osiadła głównie w prowincjach północno-wschodnich, gdzie zdołała zdobyć znaczące wpływy i w pewnym stopniu odsunąć regentów od władzy. Jednakowoż, prowincje te były najsłabiej rozwiniętymi gospodarczo i o najmniejszym wpływie politycznym w kraju, co powodowało minimalne znaczenie szlachty w skali całej Republiki.
Ostatnią grupą społeczną był plebs (nid. grauw). Składała się ona ze zubożałego chłopstwa, mieszczaństwa, zwolnionych ze służby najemników, osiadłych robotników fizycznych, marynarzy oraz emigrantów, masowo napływających z Niemiec i Skandynawii w celu znalezienia zatrudnienia. Warstwa ta była w pewnych okresach (głównie w pierwszej połowie XVII wieku) wyjątkowo liczna. Z niej rekrutowano załogi setek okrętów holenderskich, których kapitanowie okrętowali głodujących przedstawicieli plebsu za bardzo niskie wynagrodzenie (przez cały okres trwania Republiki wynosiło około 10 guldenów miesięcznie. Dla porównania, personel handlowy otrzymywał dziesięciokrotność tej kwoty). Pełnili również rolę bardzo taniej siły roboczej przy budowie kanałów, okrętów i rozbudowie miast. Z czasem, razem ze stopniową dewaluacją holenderskiej potęgi morskiej, plebs stracił na liczebności, aby całkowicie zaniknąć pod koniec XVIII wieku.

## Kalwinizmi religia
Rewolta w 1572 roku, która doprowadziła do powstania Republiki Zjednoczonych prowincji, była spowodowana krwawymi prześladowaniami protestantów w Niderlandach od 1519 roku i miała silne akcenty antykatolickie. Już w 1572 roku wraz z przejmowaniem kolejnych miast nieliczne grupki kalwinistów uchwalały delegalizację katolickiej mszy, a ludność dokonywała ikonoklazmów w kościołach. W 1573 roku Stany Holandii i Zelandii oficjalnie zdelegalizowały kult katolicki, skonfiskowały jego posiadłości zachowując wszakże wolność sumienia. Dominującą rolę kalwinizmu jako jedynego wyznania, którego wyznania było dozwolone publicznie potwierdziła Unia w Utrechcie (1579), która zastrzegała jednak dla wszystkich wolność sumienia. W 1651 uchwalono, że tylko członkowie Holenderskiego Kościoła Reformowanego mogą pełnić funkcje publiczne, ale od tej zasady zdarzały się wyjątki aż do końca XVII wieku

### Kalwinizm
Holenderski Kościół Reformowany był początkowo bardzo nieliczny, pomimo swojego publicznego statusu i wsparcia dynastii Orańskiej. Jeszcze ok. 1610 należało do niego tylko około 10–20% populacji w zależności od prowincji. W l. 1618-1619 po sporze między remonstrantami i kontrremonstrantami zakończonego Synodem w Dort, wyłonił się z niego osoby Kościół remonstrancki. Cały XVII i XVIII wiek jednak powoli zyskiwał wiernych i podczas spisu w 1795 roku jako swoje wyznanie zadeklarowało go 62% Holendrów. Zdecydowanie dominował on na północy (Fryzja, Groningen, i Drenthe) oraz w Zelandii gdzie należało do niego między 81% a 97% wiernych. W Utrechcie, Holandii, Geldrii i Overijssel jego wierni stanowili między 52% a 62% wiernych. Kalwinizm był mniejszością tylko na południu, najpóźniej odzyskanym przez Republikę z rąk Hiszpanii, gdzie jego liczba wahała się od 12% w Brabancji do zaledwie nieco ponad 1% w Limburgii.
W 1747 roku uzależniono możliwość bycia stadhouderem od wyznawania kalwinizmu. Symbolem znaczenia tego wyznania były zachowane do dziś w kościołach kalwińskich herenbanken – ławki dla rajców i urzędników których obecność na nabożeństwach i kazaniach kalwińskich była obowiązkowa i symbolizowała sojusz władz świeckich i kościelnych.
Holenderski Kościół Reformowany był de facto kościołem państwowym do 1795 roku.

### Katolicyzm
Choć formalnie zakazano jego funkcjonowania na terenie Republiki po 1579 kościół katolicki funkcjonował bez przerwy bez prześladowań, ale z surowymi przepisami które go dyskryminowały. Choć jeszcze na początku XVII był równie liczny co kalwinizm do 1795 roku skurczył się do ok. 30% w skali kraju. Dominował on na południu, ale w prowincjach takich jak Drenthe, Groningen, Fryzja czy Zelandia praktycznie zaniknął, a w Holandii stanowił ok. 20% społeczeństwa. Od połowy XVII wieku w Utrechcie działała Katolicka Misja Holenderska, z której w połowie XVIII wieku wyłonił się ruch starokatolicki.

### Inne wyznania i religie
Na terenie Niderlandów panowała pełna wolność sumienia i ograniczona wolność kultu. Pomimo wydawanych czasami edyktów antykatolickich czy anty-soscyniańskich od 1626 roku wieku nie było prześladowań religijnych. I tak kościoły tu mieli luteranie, remonstranci, mennonici, starokatolicy. Po 1662 schroniła się tutaj wpływowa grupka braci polskich (Andrzej Wiszowaty, Teodor i Krzysztof Lubienieccy), którzy przyłączyli się do remonstrantów. Po 1580 roku w Amsterdamie i innych miastach zaczęli się osiedlać Żydzi sefardyjscy, z których wywodził się Baruch Spinoza.

## Imperium Morskie
W latach dziewięćdziesiątych XVI wieku oraz w latach następnych nastąpił lawinowy rozwój handlu holenderskiego. Przyczyną takiego stanu rzeczy była przede wszystkim agresywna polityka gospodarcza Holendrów, walczących z Hiszpanią w wojnie osiemdziesięcioletniej, którzy przystąpili do energicznego rozwoju swoich rynków celem osłabienia potężnego przeciwnika. Ekspansja handlowa szybko stała się orężem w toczącej się wojnie – nie dość bowiem, iż automatycznie osłabiała gospodarczą potęgę imperium Habsburgów, to jeszcze dostarczała koniecznych do prowadzenia wyczerpującego konfliktu środków finansowych. Drugim czynnikiem wspierającym rozwój handlu holenderskiego był rozwijający się na terenie kraju kalwinizm, którego doktryna wspierała przedsiębiorczość i dążenie do zysku (predestynacja), w przeciwieństwie do ascetycznych doktryn luterańskich i katolickich. Nie bez znaczenia były też zmiany w charakterze narodowym Holendrów, którzy pod wpływem nieustannego zagrożenia ze strony potężniejszych sąsiadów i konieczności walki o swoje prawa wykształcili specyficzną formę realizmu politycznego, charakteryzującego się dążeniem do zysku i pomnażania obrotów bieżących – nawet za cenę strat w dalszej perspektywie czasu.
Lawinowy rozwój handlu w naturalny sposób zaowocował powstaniem morskiego imperium kolonialnego, rywalizującego skutecznie z takimi potęgami jak Hiszpania, Portugalia czy Anglia.